# Oblio (David Foster Wallace)
Oblio è una raccolta di racconti di David Foster Wallace. Si compone di otto storie, ciascuna con personaggi e stili narrativi differenti.

## Racconti

### Titoli e date di pubblicazione originali
- "Mister Squishy" (Mister Squishy), pubblicato originariamente come "Mr. Squishy" nel Timothy McSweeney's Quarterly Concern #5 (2000), con lo pseudonimo Elizabeth Klemm
- "The Soul Is Not a Smithy" (L'anima non è una fucina), pubblicato originariamente in AGNI #57 (2003)
- "Incarnations of Burned Children" (Incarnazioni di bambini bruciati), pubblicato originariamente in Esquire (novembre 2000)
- "Another Pioneer" (Un altro pioniere), pubblicato originariamente in Colorado Review (estate 2001)
- "Good Old Neon" (Caro vecchio neon), pubblicato originariamente in Conjunctions #37 (novembre 2001)
- "Philosophy and the Mirror of Nature" (La filosofia e lo specchio della natura), pubblicato originariamente, leggermente rimaneggiato, in "Yet Another Example of the Porousness of Certain Borders (VIII)" nel Timothy McSweeney's Quarterly Concern #1 (1998)
- "Oblivion" (Oblio)
- "The Suffering Channel" (Il canale del dolore)

### Trame

#### Mister Squishy
Il primo racconto ha come protagonista Terry Schmidt, trentaquattrenne che svolge l'incarico di coordinare dei focus group in un'agenzia pubblicitaria. Il titolo richiama il nome dell'azienda le cui merendine Misfatti! sono l'oggetto della ricerca del focus group del protagonista. Come spesso accade nel libro, si dipana una trama secondaria: sul grattacielo dove ha sede la compagnia un arrampicatore urbano, per ragioni non chiare, sta raggiungendo i piani più alti, aiutandosi con delle ventose. Nel corso di tutto il racconto, sono presenti diversi acronimi (FGD per Focus Group Designato, ACI per Assistenti del Coordinatore in Incognito, ecc), nonché descrizioni accurate di elementi particolari, come ad esempio gli ingredienti delle merendine.

#### L'anima non è una fucina
Questo racconto è imperniato su un singolo fatto: durante una lezione di educazione civica in una classe della scuola elementare R.B. Hayes, il maestro supplente Richard Allen Johnson, apparentemente colpito da una sorta di «possessione demoniaca» o crisi psicotica, inizia a scrivere sulla lavagna UCCIDILI, con una scrittura via via sempre più grottesca e meno umana, assumendo un'espressione di intensa sofferenza. Il tutto viene narrato con gli occhi di un bambino, che soffre di disturbi dell'attenzione. Proprio a causa di tali disturbi, rimane, insieme ad altri tre suoi compagni, in classe fino all'arrivo della polizia (che non viene, però, mai raccontato apertamente, ma solo accennato con ritagli di giornale, presenti in maiuscoletto): infatti, sedendosi accanto alla finestra, inizia a immaginare una storia riguardante una bambina cieca, Ruth Simmons, e il suo cane. Questa storia (la trama secondaria di questo racconto), però, ha un tragico epilogo. Il bambino, scosso dalla fine drammatica degli eventi da lui immaginati, si accorge dunque della situazione in classe solo troppo tardi, quando tutti i suoi compagni sono già fuggiti dall'aula. Il racconto non ha una vera e propria conclusione, date le frequenti digressioni, e termina con la ricostruzione di una recita scolastica riguardante il discorso di Gettysburg.

#### Incarnazioni di bambini bruciati
Il più breve dei racconti, solo quattro pagine, in cui viene raccontato un episodio domestico: il bambino di una coppia viene ustionato dall'acqua di una pentola, messa a bollire in cucina. Il padre, sentendo le urla della madre e del piccolo, accorre cercando di capire come fossero andate le cose, ma mentre entrambi i genitori si prodigano per salvare il pargolo, questi muore.

#### Un altro pioniere
Il quarto dei brevi romanzi di Foster Wallace è una specie di parabola (chiamata anche exemplum), riguardante una storia estrapolata dal narratore da una conversazione di due passeggeri del suo volo commerciale, seduti di fronte a lui. Un bambino, nato in un villaggio dell'era paleolitica o mesolitica, riesce a dare una risposta a qualsiasi domanda gli venga posta fin dalla più tenera età. Gli abitanti del villaggio lo assurgono dunque a oracolo, consultandolo ogni 29,5 giorni sinodici. A causa di un elemento esterno (che cambia a seconda di tre sottovarianti della storia), però, il bambino cade in uno stato di catalessi che dura diverso tempo: al suo risveglio, è profondamente cambiato, e i componenti della sua comunità, impauriti dalle implicazioni del suo nuovo atteggiamento (non più passivo ma coinvolto attivamente nel dare risposte, a volte con altre domande), scelgono di lasciarlo da solo, abbandonando il villaggio. In questa storia, l'autore fa ampio ricorso a termini stranieri (comme on dit, Gestalt, exemplum), nonché di parole dall'alto registro (ierofantico, euristico, tripanosomica).

#### Caro vecchio neon
Il racconto è un lungo monologo interiore del protagonista, Neal, un giovane e rampante socio creativo di una ditta di consulenza, che espone come abbia maturato e messo in pratica la decisione di suicidarsi. Sostiene di avere, per tutta la vita, ingannato sia gli altri che se stesso, cercando di fare il possibile per far colpo sulle persone in ogni modo, dai bei voti alle prestazioni sportive, specialmente nel baseball. Ha provato tutto, «l'elettroshockterapia, un viaggio di andata e ritorno in Nuova Scozia con una bici a dieci marce, l'ipnosi, la cocaina, la chiropratica sacrocervicale», ma nulla è riuscito a farlo sentire sincero, e la sua autostima è conseguentemente molto bassa. Così, «come quasi tutti quelli che allora si avvicinavano ai trent'anni» decide di tentare con la psicanalisi, raccontando di sé al dottor Gustafson, inizialmente esitando ad aprirsi, ma alla fine rivelando ciò che pensa: la conclusione dello psicologo è la stessa a cui era giunto Neal, ovvero che se riesce a raccontare, sinceramente, che crede di essere un imbroglione e un calcolatore, non lo è più di tanto. Scade così, come lo chiama il protagonista, nel "paradosso dell'impostura". Al dottore, però, viene diagnosticato un tumore al colon, mentre Neal, sempre più costretto in quella che vede come una situazione senza uscita, decide di suicidarsi, assumendo prima dei tranquillanti e successivamente andandosi a schiantare con l'auto. Nel corso dello svolgimento della trama, l'autore si rivolge direttamente al lettore, dandogli del tu; frequenti i riferimenti alla logica, specialmente ai paradossi, e alla concezione lineare del tempo (messa in dubbio nella parte finale, con la descrizione dell'esperienza della morte).

#### La filosofia e lo specchio della natura
È la storia di un viaggio in autobus di un uomo e sua madre, entrambi personaggi particolari: lui è un appassionato di ragni, tanto da allevarne diversi esemplari nel suo garage e portarsene alcuni con sé; lei ha subito due interventi di chirurgia estetica che l'hanno lasciata, a causa di errori dei medici, con un'espressione che è una «maschera indelebile di folle terrore». Il figlio la scorta per il viaggio nel mezzo pubblico, sia per limitare, grazie alla sua imponente mole, eventuali insolenze di chi, vedendo sua madre, fosse tentato a prenderla in giro, sia perché, essendo in libertà condizionata, dipende da lei, che ha garantito la sua custodia sotto giuramento. Largo uso del corsivo e di terminologia relativa alla vita animale caratterizzano lo stile di questo racconto.

#### Oblio
Nel racconto che dà il titolo all'opera il personaggio principale, nonché narratore, è un uomo alle prese con il difficile rapporto con la moglie Hope, che lo accusa animatamente, quasi ogni notte, di russare tanto da impedirle il sonno. L'ostilità della coniuge, percepita dal protagonista come una reazione spropositata a qualcosa che lui nega di fare, e che comunque non sarebbe in grado di controllare, è fonte di continua tensione e frustrazione nella vita di entrambi. Il marito, infatti, ascrive questa ostilità alla partenza della figlia adottiva Audrey per il college, che, lasciando il "nido" (parola utilizzata più volte nel corso della narrazione), ha creato una frattura nell'ambiente famigliare, tanto da modificare il comportamento di Hope, prima compresiva e ragionevole, ora cocciuta e inflessibile. Come extrema ratio, i due, sfiancati dalla situazione, decidono di sottoporsi ad un'analisi del sonno: questa rivela che il marito, pur credendo di essere ancora in fase di dormiveglia, era in realtà addormentato, e il suo russare era fattivamente presente. Il termine della storia è ambiguo, in quanto tutto ciò che è stato raccontato fino a quel momento pare essere solo un sogno. Molti sinonimi e alternative vengono affiancati nel testo (ad esempio «il limite o l'ultima goccia» o «si attiva o si aggrava»), con ampio ricorso alle virgolette (« »).

#### Il canale del dolore
L'ultima storia riguarda un giornalista della rivista Style, Skip Atwater, che viene incaricato di scrivere un articolo su Brint Moltke, artista dell'Indiana che produce con i propri escrementi, del tutto spontaneamente e senza modificazioni a posteriori, sculture che riproducono fedelmente monumenti di tutto il mondo. Atwater dunque viaggia fino alla casa dell'artista, dove lo incontra insieme ad Amber, la moglie, «la donna mostruosamente obesa più sexy che Atwater avesse mai visto». Brint è chiuso e introverso, e la moglie prende le redini della conversazione; durante un successivo viaggio a due in macchina, lei e Atwater finiscono per fare l'amore all'interno dell'auto (sebbene la situazione scaturisca da una serie di equivoci), dopo un dialogo che mette in evidenza come Amber abbia sposato Brint non già per interesse romantico, ma perché percepiva che l'avrebbe in qualche modo resa famosa. Nel frattempo, la trama secondaria si alterna tra brevi frammenti presi dalla vita nell'ufficio delle stagiste di Style, che parlano dei più disparati argomenti, a informazioni riguardanti il "Canale del dolore", canale televisivo in via di sperimentazione che raccoglie una serie di documenti riguardanti dolore e umana sofferenza (riprese di torture in un carcere in Camerun, assassinî e vari altri video). Oltre alla e-mail contenente la lista dei programmi del Canale del dolore, riprodotta con tanto di codici HTML, nel racconto è presente un uso esteso di frecce (←, →) per collegare i vari paragrafi a seconda dell'argomento trattato.

## Edizioni
- David Foster Wallace, Oblio, traduzione di Giovanna Granato, collana Stile Libero Big, Einaudi, 2004,  p. 393, ISBN 978-88-06-17186-5.